# 苯硫脲
苯硫脲（英語：phenylthiocarbamide，简称）是硫脲的苯基衍生物，为白色结晶粉末，主要用作各种族人群的遗传学分析用途。除此以外，苯硫脲亦應用於生物科研，例如：抑制斑馬魚胚胎的黑色素生長，令胚胎呈透明以方便觀察；但有影響細胞自噬的副作用。
苯硫脲因含有硫代酰胺基（N-C=S）官能团而具苦涩味，一个人能否尝出苦涩味是由其基因决定的，与所属種族有关。能尝出1/750,000－1/50,000 PTC浓度溶液味道的人（苦涩味，少数人感到甜味）称为苯硫脲“尝味者”；只能尝出PTC浓度大于1/24,000溶液的味道的人称为苯硫脲“味盲者”。
苯硫脲尝味者和味盲者存在于世界上所有已调查的種族中。总体上讲，大多数人都能尝出苯硫脲的苦味，只有约25％的人无法尝出苦味。苯硫脲味盲者在各种族人中的比例约为：澳洲和新几内亚土著42％，白种人28％，日本人9％，汉族9％，美洲原住民2％。苯硫脲味盲在新疆各族人群中的比例大致为：柯尔克孜族42％，哈萨克族34％，乌兹别克族30％，维吾尔族28％，塔塔尔族28％，锡伯族20％，汉族9％。

## 历史
苯硫脲尝味试验由美國杜邦公司的化学家阿瑟·福克斯（Arthur Fox）偶然发现。1931年，福克斯在美国特拉华州威尔明顿市的实验室中合成了苯硫脲，不小心一阵风吹来，把少量的苯硫脲粉末吹到空中。他旁边的助手诺勒（Noller）向他抱怨这种化合物所散发出的苦味，但福克斯本人却丝毫感受不到这种味道。于是他把苯硫脲样本给同事、家人和朋友去尝，发现有些人感到非常苦，有些人只能尝出一定的苦味，而有些人则不能尝出任何味道。人类可以分为苯硫脲尝味者与味盲者两群，苯硫脲味盲者对不含硫代酰胺基的苦味物质如硫酸奎宁、苦味酸等仍可感到苦。进一步研究显示苯硫脲尝味符合孟德尔定律，尝味由显性基因T决定，味盲由隐性基因纯合子tt所决定。
在DNA的亲子鉴定诞生之前，曾经用苯硫脲尝味试验来作为双生子、亲子鉴定的参考资料。PTC味盲是隐性遗传，因此如果父母都是苯硫脲味盲，那么子女也必定是味盲。

## 味道
苯硫脲这种物质要么味道非常苦，要么几乎没有任何味道，这主要取决于一个人的遗传情况，但也与生活习惯有一定的关系。研究显示，吸烟者和长期饮用咖啡／茶的人往往对PTC更不敏感，需要更高浓度的PTC溶液才能尝出苦味。这意味着，人类能感受出苦味的性质可能最初是出于自身防御的目的，因为自然界中很多苦味物质也往往是有毒的，因此通过辨别出这些物质，可使人类避免受到这些有毒物质的伤害。
苯硫脲对人体有刺激性，是高毒物质和致畸原，食入少量苯硫脲可能致命。大鼠的半数致死量为3mg/kg。有些西方的学校中曾一度用PTC纸来让学生做苯硫脲尝味试验，作为显性遗传的例子，不过这种试验已经逐步减少。用苯硫脲进行分析的味觉试验也逐渐被毒性较低的丙基硫尿嘧啶（PROP）所替代。
PROP和PTC同属硫脲类物质，都含有N-C=S苦味官能团，其受体都为TAS2R38，位于人类7号染色体上。卷心菜、绿花椰菜及其他十字花科植物也含有类似的硫脲类物质，因此食用的时候，有些人觉得这些菜特别的苦，不喜欢吃此类食物，而有些人则尝不出其中的苦味。

## 管制信息
苯硫脲在美国（美国国家环境保护局有毒物质控制法案）和加拿大（Canadian Domestic Substances List，DSL）受到管制。